# Théâtre national de Catalogne
Le Théâtre national de Catalogne (Teatre Nacional de Catalunya ( prononcé en catalan : [teˈatɾə nəsi.uˈnal də kətəˈluɲə] )  est un théâtre régional public à Barcelone, en Catalogne, en Espagne, créé par le ministère de la Culture. 

## Présentation
La construction du théâtre a eu lieu du 8 novembre 1991 à 1996 par l'architecte postmoderne catalan Ricardo Bofill. 
Le 12 novembre 1996, il ouvre avec Àngels a Amèrica (Angels in America) de Tony Kushner et dirigé par José-Maria Flotats. Le bâtiment, comme le Royal National Theatre au Royaume-Uni, contient trois espaces de théâtre : Sala Gran, Sala Petita et Sala Tallers, montrant de nombreux types de productions principalement en langue catalane.
Son directeur artistique actuel est le musicien, compositeur et metteur en scène Xavier Albertí (es).

## Liste des directeurs artistiques
- 1996 à 1998 : José-Maria Flotats
- 1998 à 2006 : Domènec Reixach i Felipe (ca)
- 2006 à 2013 : Sergi Belbel
- 2013 à ce jour :  Xavier Albertí

## Voir également
- Histoire du théâtre catalan